# Phthinia furcata
Phthinia furcata är en tvåvingeart som beskrevs av Freeman 1951. Phthinia furcata ingår i släktet Phthinia och familjen svampmyggor. Inga underarter finns listade i Catalogue of Life.